# Riboflavine
Riboflavine, ook wel vitamine B2 genoemd, is een van de voor de mens noodzakelijke vitaminen. Het is een wateroplosbaar nutriënt dat van belang is voor de menselijke gezondheid. Het is van belang bij de opbouw van co-enzymen, zoals riboflavine-5'-fosfaat en flavine-adenine-dinucleotide. Deze verbindingen spelen een belangrijke rol in de stofwisseling, celademhaling en normale groei en ontwikkeling.
Riboflavine-deficiëntie is zeldzaam en gaat meestal samen met een tekort aan andere vitamines en voedingsstoffen. Het kan relatief eenvoudig worden behandeld door orale suppletie. Omdat het een wateroplosbaar vitamine is, wordt riboflavine gemakkelijk uitgescheiden in de urine. Riboflavine komt van nature voor in vlees, vis en gevogelte, eieren, zuivelproducten, groene groenten, paddenstoelen en amandelen. In sommige landen worden graanproducten met riboflavine verrijkt.
Riboflavine werd voor het eerst geïsoleerd in 1933 en gesynthetiseerd in 1935. In zijn gezuiverde, vaste vorm is het een geeloranje, kristallijn poeder. Het wordt daarom ingezet als kleurstof in diverse levensmiddelen. Biosynthese van riboflavine vindt plaats in bacteriën, schimmels en planten, maar niet in dieren. Het kan dus enkel uit voeding worden verkregen. Riboflavine wordt op industriële schaal geproduceerd in schimmelstammen of genetisch gemodificeerde bacteriën.

## Beschrijving van de functie
De actieve vorm waarin riboflavine voorkomt in cellen en weefsels is riboflavine-5'-fosfaat (of flavine-mononucleotide). Riboflavine-5'-fosfaat wordt in het lichaam enzymatisch geproduceerd uit riboflavine en fungeert als co-enzym voor een aantal oxidatieve enzymen, waaronder NADH-dehydrogenase.
Omgezet in riboflavine-5'-fosfaat speelt riboflavine voornamelijk bij groeiprocessen een rol. Net zoals andere B-vitamines, ondersteunt het de energieproductie door een rol te spelen bij de metabolisatie (stofwisseling) van vetten, zetmeel en eiwitten. Vitamine B2 is ook nodig voor het vormen van rode bloedcellen, voor de ademhaling, voor de productie van antilichamen en voor het reguleren van groei en voortplanting. De vitamine is noodzakelijk voor een gezonde huid, nagels, haargroei en een goede gezondheid in het algemeen, inclusief de regeling van de schildklieractiviteit. Vitamine B2 is een onderdeel van de cofactor FAD (flavine-adenine-dinucleotide).

## Voorkomen
Het komt onder andere in lever, gist, melk en melkproducten voor en in groentes zoals broccoli, asperges en spinazie. De dagelijks benodigde hoeveelheid wordt gedekt bij een normaal eetpatroon. Riboflavine is sterk lichtgevoelig, echter zeer warmtestabiel, zodat het bij het koken behouden blijft.
Bij zwangere vrouwen en alcoholverslaafden kan een tekort ontstaan, hetgeen zich uit in huiduitslag, huidkloofjes, jeukende ogen en lichtovergevoeligheid.

## Geschiedenis
In 1879 is het ontdekt in melk door Blyth. Later werd het als vitamine aangemerkt. 

## Kleurstof
Riboflavine wordt als gele kleurstof gebruikt, voornamelijk in levensmiddelen. Het E-nummer is E101.